# دایشی هاروناگا
دایشی هاروناگا (ژاپنی: 春永 代志؛ زادهٔ ۳۰ آوریل ۱۹۸۲) یک بازیکن فوتبال اهل ژاپن است.
از باشگاه‌هایی که در آن بازی کرده‌است می‌توان به باشگاه فوتبال ویسل کوبه اشاره کرد.